# Erald Deliallisi
Erald Deliallisi (Lushnjë, 12 marzo 1982) è un ex calciatore albanese, di ruolo centrocampista.

## Carriera

### Nazionale
Ha collezionato 2 presenze con la Nazionale albanese Under-21.